# Loebjanka (metrostation)
Loebjanka (Russisch: Лубянка) is een metrostation in de Russische hoofdstad Moskou aan de Sokolnitsjeskaja-lijn.
Het station is gelegen onder het Loebjankaplein, waaraan zich de beruchte voormalige KGB-gevangenis (meestal eenvoudig Loebjanka genoemd) bevindt.

## Ontwerp en bouw

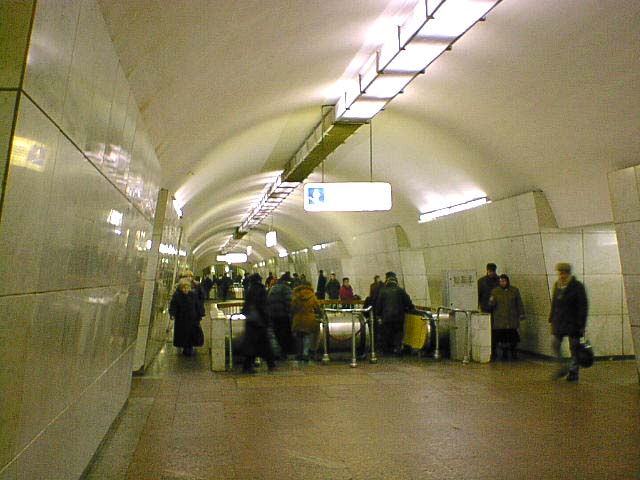
De middenhal met roltrap in 2007

Het station is onderdeel van de eerste fase van de metrobouw (1932-1935) en is van de eerste lijn een van de vier stations in de geboorde tunnel onder de binnenstad. Volgens het plan zou er een dubbelgewelfdstation naar Londens voorbeeld worden gebouwd, maar volkscommissaris Lazar Kaganovitsj stelde een pylonenstation voor. Door geologische omstandigheden kon met de toenmalige techniek geen middenhal worden gerealiseerd en bleef het 30 jaar bij een dubbelgewelfdstation. In 1965 werden de plannen bekend voor een overstap met de nog te bouwen lijn 7 en werd besloten tot een verbouwing waarbij de middenhal alsnog werd gebouwd. Vanuit de middenhal kunnen de reizigers nu afdalen met een roltrap om over te stappen naar station Koeznetski Most van lijn 7.

## Naamgeving
Het station werd, net als het bovengelegen plein, genoemd naar Tsjeka directeur Feliks Dzerzjinski en werd op 15 mei 1935 geopend als Plosjtsjad Dzerzjinskogo en later kortweg Dzerzjinskaja genoemd. Aan het plein ligt het kantoor en de gevangenis van de Tsjeka en de opvolgende diensten zoals KGB en FSB. Het station werd op 5 november 1990 in Loebjanka omgedoopt.

## Operationeel
Op 29 maart 2010 vond er een bomaanslag plaats.